# Eucalyptus wilcoxii
Eucalyptus wilcoxii är en myrtenväxtart som beskrevs av Boland och Kleinig. Eucalyptus wilcoxii ingår i släktet Eucalyptus och familjen myrtenväxter. Inga underarter finns listade i Catalogue of Life.